# Piesek Leszek
Piesek Leszek – seria krótkich filmów animowanych produkowanych przez GIT Produkcję i emitowanych przez 4fun.tv. Bohaterem tej kreskówki jest pies Leszek, który nie grzeszy inteligencją. Myśli tylko o kościach, kotach i o suczkach. Kreskówki z pieskiem Leszkiem obfitują w czarny humor. Pierwsze odcinki powstały za pomocą Painta, a kolejne powstały w programie Adobe Flash.

## Bohaterowie
- Piesek Leszek – główny bohater, uwielbia kości i pogoń za kotami.
- Kot Włodek – nie lubi Leszka i w każdym odcinku przed nim ucieka.
- Pies GKS – jamnik, wróg Leszka.
- Romek i Błażej – dwaj chłopcy, którzy wkurzają Leszka. Często zostają przez niego pogryzieni.
- Mariolka – jedyna dziewczynka w tej kreskówce, chłopcy jej nie lubią.
- Kibic Legii Warszawa – uczył Leszka kibicowskich piosenek.